# Encurtido indio

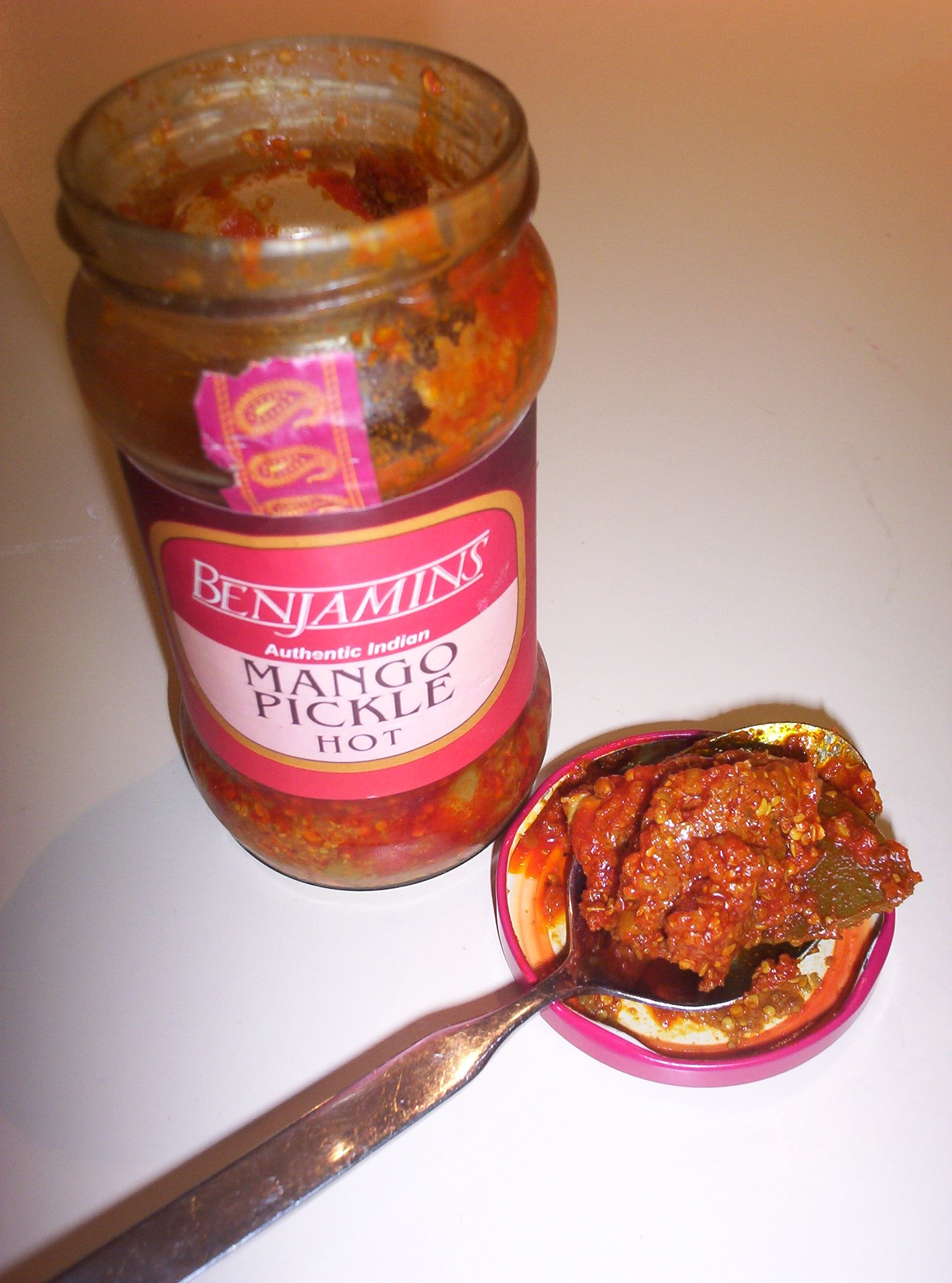
Encurtido indio de mango picante.

Los encurtidos indios abarcan una amplia variedad de frutas y verduras encurtidas que se acidifican con zumo de lima o limón, o por fermentación láctica posibilitada por la adición de sal común. Los encurtidos tienen también varias combinaciones de especias indias, y a menudo aceite. Algunas regiones se especializan en el encurtido de carnes y pescados. A veces el encurtido o achar (el término para encurtido en hindi, urdu y bengalí se pronuncia achār, escribiéndose respectivamente अचार, اچار y আচার) se hace de especias tales como cebolla, ajo, pimiento chile, etcétera.
Algunos de los alimentos que se encurten son: mango, limón, lima, coliflor, zanahoria, rábano, tomate, cebolla, calabaza, palmito, brote de castaña de agua, pétalos de rosa, jengibre, grosella espinosa, ajo, pimiento chile verde o rojo, colirrábano, gunda, kerda, zimikand, karela, yaca, champiñón, berenjena y nabo.
Los encurtidos caseros se preparan en verano y se dejan al sol durante el día para acelerar la fermentación durante al menos tres semanas antes de su uso. Se almacenan en tarros de porcelana o cristal con cierre hermético. La naturaleza acídica del marinado retarda el crecimiento bacteriano, y el aceite actúa como conservante. Muchos encurtidos producidos industrialmente emplean conservantes como el ácido cítrico y el benzoato de sodio.
Incluso aunque usen los mismos ingredientes principales, los encurtidos indios vienen en una amplia variedad de sabores debido a diferencias en las especias y el proceso empleados. Un mango encurtido del sur de la India puede saber muy diferente a uno hecho en el norte. En los estados del sur se prefiere el aceite de sésamo, mientras en el norte se prefiere el de mostaza.

## Variantes
El estado de Tamil Nadu tiene un encurtido de mango típico, maavadu, que suele hacerse a principios del verano cuando los frutos apenas tienen un par de centímetros de largo. El proceso de encurtido emplea aceite de ricino, lo que le da un sabor único. Otro encurtido de esta región es el narthangai, consistente en cidras cortadas en espiral y rellenas de sal.
En Karnataka hay una receta tradicional de mangos enteros encurtidos, que se prepara deshidratando los frutos enteros con sal, por lo que el producto final resulta muy salado y ácido. Un tipo especial de esto es el jeerige midi (ಜೀರಿಗೆ ಮಿಡಿ), elaborado con un mango especial tierno y con aroma refrescante.